# Szwajcaria na Mistrzostwach Świata w Lekkoatletyce 2017
Szwajcaria na Mistrzostwach Świata w Lekkoatletyce 2017 – reprezentacja Szwajcarii podczas mistrzostw świata w Londynie liczyła 19 zawodników, którzy nie zdobyli żadnego medalu.

## Skład reprezentacji
Mężczyźni
| Zawodnik                   | Konkurencja                | Preeliminacje | Preeliminacje | Eliminacje | Eliminacje | Półfinał | Półfinał | Finał    | Finał   |
| Zawodnik                   | Konkurencja                | Rezultat      | Pozycja       | Rezultat   | Pozycja    | Rezultat | Pozycja  | Rezultat | Pozycja |
| -------------------------- | -------------------------- | ------------- | ------------- | ---------- | ---------- | -------- | -------- | -------- | ------- |
| Alex Wilson                | bieg na 100 metrów         | BYE           | BYE           | 10,24      | 23. q      | 10,30    | 21.      | NQ       | NQ      |
| Alex Wilson                | bieg na 200 metrów         | —             | —             | 20,54      | 21. Q      | 21,22    | 25.      | NQ       | NQ      |
| Kariem Hussein             | bieg na 400 m przez płotki | —             | —             | 50,12      | 24. q      | 49,13    | 8. Q     | 50,07    | 8.      |
| Alejandro Francisco Florez | chód na 50 km              | —             | —             | —          | —          | —        | —        | DSQ      | DSQ     |

Kobiety
| Zawodniczka                                              | Konkurencja                   | Eliminacje | Eliminacje | Półfinał | Półfinał | Finał    | Finał   |
| Zawodniczka                                              | Konkurencja                   | Rezultat   | Pozycja    | Rezultat | Pozycja  | Rezultat | Pozycja |
| -------------------------------------------------------- | ----------------------------- | ---------- | ---------- | -------- | -------- | -------- | ------- |
| Mujinga Kambundji                                        | bieg na 100 metrów            | 11,14      | 9 Q        | 11,11    | 10.      | NQ       | NQ      |
| Salomé Kora                                              | bieg na 100 metrów            | 11,30      | 22. q      | 11,31    | 22.      | NQ       | NQ      |
| Sarah Atcho                                              | bieg na 200 metrów            | 23,09      | 13. Q      | 23,12    | 14.      | NQ       | NQ      |
| Cornelia Halbheer                                        | bieg na 200 metrów            | 23,51      | 27.        | NQ       | NQ       | NQ       | NQ      |
| Mujinga Kambundji                                        | bieg na 200 metrów            | 22,86      | 6. Q       | 23,00    | 10.      | NQ       | NQ      |
| Selina Büchel                                            | bieg na 800 metrów            | 2:00,23    | 3. Q       | 1:59,85  | 9.       | NQ       | NQ      |
| Petra Fontanive                                          | bieg na 400 metrów            | 56,13      | 16. Q      | 55,79    | 12.      | NQ       | NQ      |
| Yasmin Giger                                             | bieg na 400 metrów            | 57,72      | 36.        | NQ       | NQ       | NQ       | NQ      |
| Léa Sprunger                                             | bieg na 400 metrów            | 55,14      | 6. Q       | 54,82    | 3. Q     | 54,59    | 5.      |
| Fabienne Schlumpf                                        | bieg na 3000 m z przeszkodami | 9:36,08    | 13.        | —        | —        | NQ       | NQ      |
| Ajla Del Ponte Sarah Atcho Mujinga Kambundji Salomé Kora | sztafeta 4 × 100 m            | 42,50      | 5. Q       | —        | —        | 42,51    | 5.      |
| Laura Polli                                              | chód na 20 km                 | —          | —          | —        | —        | 1:39:05  | 49.     |

| Zawodniczka    | Konkurencja   | Kwalifikacje | Kwalifikacje | Finał | Finał   |
| Zawodniczka    | Konkurencja   | Wynik        | Pozycja      | Wynik | Pozycja |
| -------------- | ------------- | ------------ | ------------ | ----- | ------- |
| Nicole Büchler | skok o tyczce | 4,55         | 7. q         | 4,45  | 11.     |
| Angelica Moser | skok o tyczce | 4,50         | 13.          | NQ    | NQ      |

Siedmiobój
| Zawodniczka         | Konkurencja | 100H  | HJ   | SP    | 200 m | LJ   | JT    | 800 m   | Wynik | Pozycja |
| ------------------- | ----------- | ----- | ---- | ----- | ----- | ---- | ----- | ------- | ----- | ------- |
| Caroline Agnou      | Rezultat    | 13,95 | 1,68 | 13,64 | 24,64 | 6,22 | 43,54 | 2:18,57 | 6001  | 21.     |
| Caroline Agnou      | Punkty      | 985   | 830  | 770   | 920   | 918  | 735   | 843     | 6001  | 21.     |
| Géraldine Ruckstuhl | Rezultat    | 13,80 | 1,80 | 13,36 | 24,84 | 5,82 | 52,15 | 2:14,85 | 6230  | 11.     |
| Géraldine Ruckstuhl | Punkty      | 1007  | 978  | 751   | 902   | 795  | 902   | 895     | 6230  | 11.     |